# تاکاشی کاوانو
تاکاشی کاوانو (ژاپنی: 河野 貴志؛ زادهٔ ۱۷ ژوئن ۱۹۹۶) یک بازیکن فوتبال اهل ژاپن است.
از باشگاه‌هایی که در آن بازی کرده‌است می‌توان به باشگاه فوتبال گراونز کیتاکیوشو اشاره کرد.